# بیماری زبان آبی
بیماری زبان آبی (انگلیسی: Bluetongue disease) یک بیماری ویروسی غیرواگیر، منتقله از حشرات، نشخوارکنندگان، عمدتاً گوسفند و کمتر گاو، یاک، بز، گاومیش، آهو، شتر یک کوهانه و آنتلوپ است. این بیماری توسط ویروس زبان آبی (BTV) ایجاد می‌شود. این ویروس توسط مگس‌ریزه Culicoides imicola, Culicoides variipennis و سایر کولیکوئیدها منتقل می‌شود.

## نشان‌ها

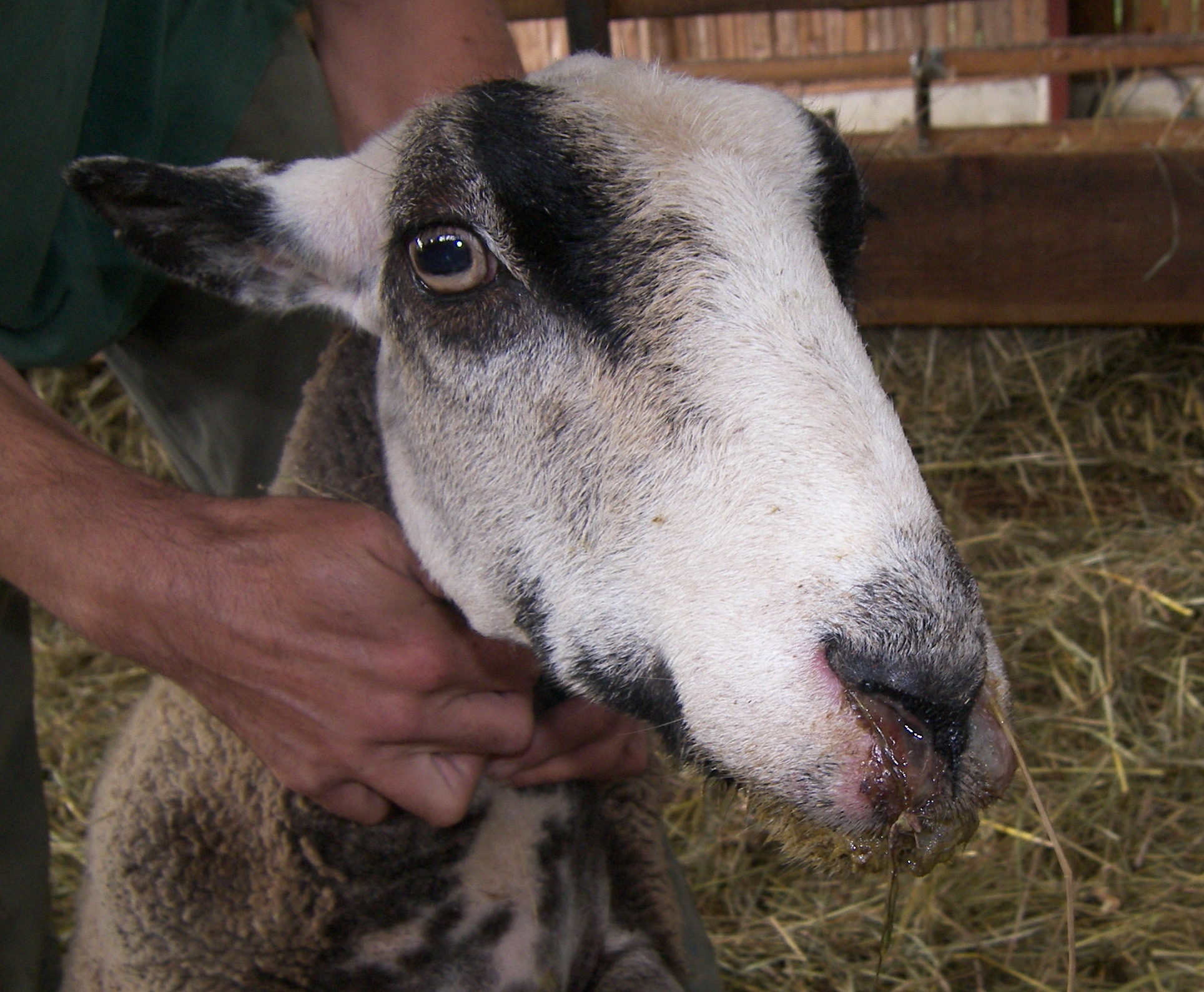
گوسفند مبتلا به زبان آبی

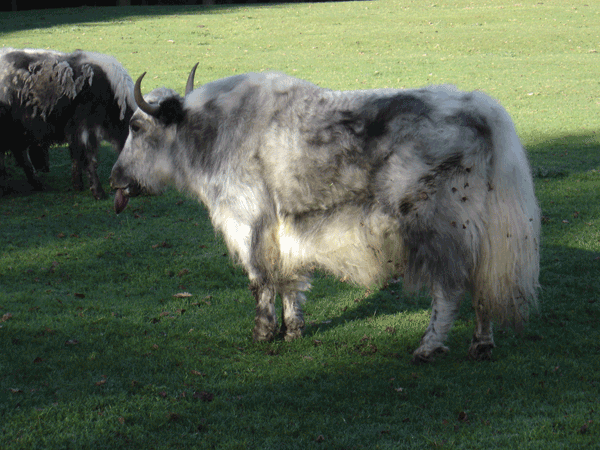
A domestic yak is infected with Bluetongue virus. The tongue is swollen, cyanotic, and protruding from the mouth.

در گوسفند، BTV باعث یک بیماری حاد با عوارض و مرگ و میر بالا می‌شود. BTV همچنین بزها، گاوها، و سایر حیوانات اهلی، و همچنین نشخوارکنندگان وحشی (به عنوان مثال، آهوی دم سفید، گوزن، و بز کوهی شاخدار) را آلوده می‌کند.